# 彭德大 (1914年)
彭德大（1914年—1940年2月13日），江西吉安縣青原區彭家村人。共產黨黨員，曾任八路軍第一二零師大青山騎兵支隊政治部主任。

## 生平
1929年5月加入中國共產黨，1930年10月4日中國工農紅軍抵達吉安地區，彭遂加入紅軍，並任紅十二軍政治部任文書、幹事等。1937年彭德大入延安抗日軍政大學學習。1938年7月29日據毛澤東指示，一二〇師決定三五八旅七一五團、師騎兵營一連及動委會游擊第四支隊合編成一二〇師大青山支隊，李井泉任支隊司令員、姚喆任參謀長、彭任政治部主任。1940年2月13日在與國民黨頑軍作戰時身亡。死後被葬於華北軍區烈士陵園。2015年8月24日，被列入中華人民共和國民政部公布的第二批600名著名抗日英烈和英雄群體名錄。